# 佐世保大塔インターチェンジ
佐世保大塔インターチェンジ（させぼだいとうインターチェンジ）は、長崎県佐世保市にある西九州自動車道のインターチェンジである。佐世保市早岐地域、西海市、ハウステンボスへ向かう場合に便利である。将来は、西彼杵道路（西海パールライン有料道路）が接続され、佐世保大塔ジャンクション（させぼだいとうジャンクション）になる予定。
2010年に佐世保みなとIC料金所が廃止され、佐世保大塔ICに移設した本線料金所である佐世保大塔本線料金所についても本項で記す。

## 構造
上り線の出口は本線右側に設けられており、また下り線の入口も右側から本線に進入する（右側から合流する）という珍しい構造となっている。
武雄方面の出入口ランプには料金所はなく、上り線出口を通過して1kmの地点に佐世保大塔本線料金所が設置されている（後述）。これは西九州自動車道が距離制ではなく区間制の料金体系を採用しているためで、佐世保大塔IC - 佐世保三川内IC間の料金は佐世保三川内本線料金所で支払う。

## 案内板
- 4 佐世保大塔 ハウステンボス

## 歴史
- 1988年3月24日：波佐見有田IC - 佐世保大塔IC間開通。
- 1998年4月17日：佐世保みなとIC - 佐世保大塔IC間開通。

## 料金所
総ブース数：10

### 佐世保みなと方面への入口
- ブース数：3
  - ETC専用：1
  - ETC/一般：1
  - 一般：1

### 佐世保みなと方面からの出口
- ブース数：3
  - ETC専用：1
  - ETC/一般：1
  - 一般：1

### 本線料金所（武雄南方面）
- ブース数：2
  - ETC専用：1
  - 一般：1

### 本線料金所（佐世保みなと方面）
- ブース数：2
  - ETC専用：1
  - 一般：1

なお、武雄南方面への入口・同出口には料金所がなく、佐世保三川内IC内の料金所で料金を支払う。

## 道路
- E35 西九州自動車道（4番）
- 西彼杵道路（指方バイパス）（予定）
- 東彼杵道路（針尾バイパス）（予定）

## 接続する道路
- 国道205号

## 周辺
- イオン大塔ショッピングセンター
- JR佐世保線 大塔駅
- 陸上自衛隊射撃場
- ハウステンボス

## 隣
E35 西九州自動車道（佐世保道路）
(5) 佐世保みなとIC - (4) 佐世保大塔IC
E35 西九州自動車道（武雄佐世保道路）
(4) 佐世保大塔IC - (3) 佐世保三川内IC
西彼杵道路（針尾バイパス）
(4) 佐世保大塔IC - 有福北IC

## ギャラリー

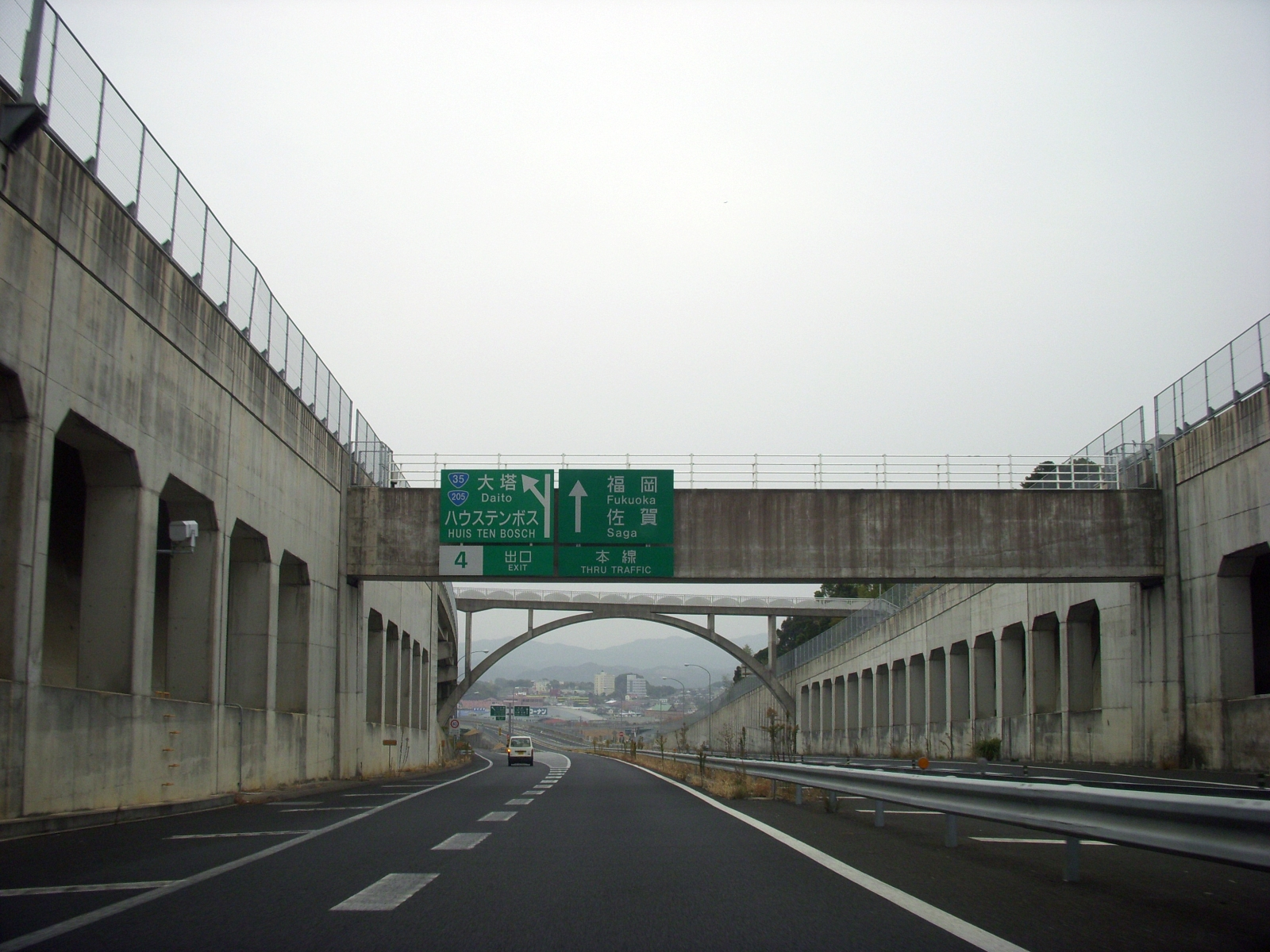
佐世保大塔インターチェンジの出口付近（画像は佐世保方面から見た図）